# Fedora (informatica)
Fedora (pronuncia: fɨˈdɒr.ə, in precedenza Fedora Core) è una distribuzione GNU/Linux il cui sviluppo è sponsorizzato da Red Hat e curato dal Progetto Fedora, un progetto open source, tramite la relativa community. Il nome della distribuzione richiama il cappello rosso in feltro simbolo di Red Hat, il borsalino, chiamato in alcuni paesi fedora.

## Storia
Il 21 luglio 2003 Red Hat Inc. pubblicò Red Hat Linux in versione 9.0.93; il 25 settembre dello stesso anno nacque la prima release di Fedora Core, la FC 0.94, nota anche come Fedora Core 1 test 2 e con il nome in codice Severn. Il progetto di Fedora nacque dalla iniziativa di Warren Togami, che necessitava di creare pacchetti RPM Package Manager di elevata qualità per Red Hat Linux. Ben presto questo progetto assunse una vita propria.
La prima release, Fedora Core 1 (nome in codice Yarrow), fu distribuita il 5 novembre 2003 ed integrava ancora il Kernel Linux 2.4. Il 18 maggio 2004 uscì invece Tettnang ovvero Fedora Core 2: la release utilizzava il kernel Linux 2.6, KDE 3.2 e GNOME 2.06. L'8 novembre 2004 fu distribuita Fedora Core 3, meglio nota col nome in codice di Heidelberg.
Un'importante versione fu Fedora Core 5, nome in codice Bordeaux (disponibile sia per architetture x86, x86-64 e PPC). Tra le novità presentava l'inclusione di Mono, Xen e X.Org 7.0. Sui supporti di installazione (1 DVD oppure 5 CD) erano presenti sia KDE sia GNOME, oltre ad un'ampia scelta di applicazioni essenziali (OpenOffice.org 2.0, Eclipse, Gimp, Firefox, Thunderbird...).
Fedora Core 6, nome in codice Zod oltre ad offrire il supporto ai nuovi computer Apple Mac con processore Intel x86 (Core Duo), offriva nuovi effetti grafici grazie a Compiz ed all'acceleratore grafico AIGLX (Accelerated Indirect GLX), inoltre, integrava lo strumento Virt-Manager per la gestione di Xen ed una versione aggiornata di Pup, il gestore dei pacchetti. 
Con la versione 7, nome in codice Moonshine, distribuita il 31 maggio 2007, cambiò il nome della distribuzione: da "Fedora Core" a "Fedora", che includeva un nuovo gestore di pacchetti, un nuovo tema grafico predefinito (Flying High), l'unione dei repository Core ed Extra e un nuovo sistema di installazione semplificata dei codec. A partire dalla versione 31, rilasciata ad Ottobre 2019, viene ufficialmente abbandonato il supporto ai sistemi a 32 bit.
Il 24 Aprile 2020, viene annunciata una collaborazione con Lenovo grazie alla quale l'azienda di informatica cinese fornirà alcuni dei suoi modelli ThinkPad con Fedora preinstallato. Una caratteristica importante di questo accordo risiede nella collaborazione tra Lenovo e i propri fornitori per garantire il funzionamento completo dell'hardware senza l'aggiunta di repository esterni.

## Caratteristiche
L'obiettivo è quello di lavorare con la community di GNU/Linux per creare un sistema operativo completo, utilizzando esclusivamente software liberi e forum pubblici con processi aperti. Questo porta a un continuo aggiornamento delle distribuzioni, aggiornamento che è diventato molto semplice, anche da una distribuzione all'altra.
In Fedora sono presenti applicativi, distribuiti sotto licenza open source, inclusi nel sistema operativo commerciale di Red Hat (Red Hat Enterprise Linux). Ad esempio Fedora Core 2 utilizzava il kernel Linux 2.6 e disponeva già della Security-Enhanced Linux prima che venissero inclusi nelle distribuzioni di Red Hat.

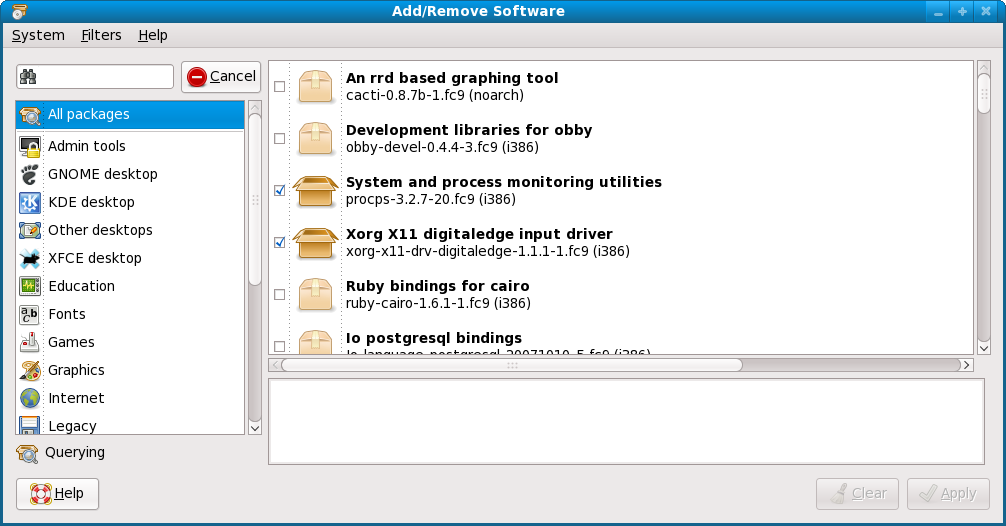
PackageKit, l'interfaccia grafica predefinita per la gestione dei pacchetti

Essa è indicata per qualsiasi utilizzo poiché contiene tutti gli strumenti per lavorare in ambiente server senza tralasciare una serie di tool grafici per la configurazione, utili per gli utenti alla ricerca di un desktop user-friendly. Basata sulla ricerca del massimo grado di aggiornamento è distribuita su base fissa semestrale con le versioni più recenti di ogni pacchetto, compreso il kernel.
Viene distribuita in versione DVD (con tutti gli ambienti desktop disponibili e installabili, oltre a moltissimo software aggiuntivo), in versione LiveCD con ambiente desktop di default (predefinito) GNOME e poi sono presenti anche le cosiddette versioni "spin" che prevedono altri ambienti desktop. Fedora ha un ciclo di vita di 13 mesi circa. Per chi volesse utilizzare software non libero, cioè proprietario,  ci sono repository "RPMFusion" (free e nonfree).

### Installazione e configurazione
Fedora è progettata per essere facilmente installabile e configurabile, attraverso una suite di installer grafici e tool di configurazione, in particolare grazie all'installer Anaconda e la serie di utility grafiche system-config-tools.

### Gestione pacchetti
Il sistema di gestione dei pacchetti software era svolto da yum fino alla versione 22, da tale ultimo rilascio il gestore pacchetti è stato sostituito con DNF, che è risultato essere più efficiente, configurabile e veloce. È tuttavia possibile usare i vecchi comandi yum grazie al pacchetto dnf-yum.

## Lespin
Sono versioni alternative di Fedora, adattate per vari tipi di utenti, ricorrendo ad un insieme selezionato di applicazioni e ad altre personalizzazioni.
- KDE (versione basata sull'ambiente desktop KDE, un ambiente desktop potente, completo, molto configurabile e alternativo a GNOME)
- Cinnamon (versione basata sull'ambiente desktop Cinnamon, potente e simile graficamente a Windows)
- MATE (versione basata sull'ambiente desktop MATE, mediamente leggero, completo e stabile)
- XFCE (versione basata sull'ambiente desktop Xfce, abbastanza leggero, completo, stabile, basato sulle librerie GTK e indicato per PC abbastanza datati)
- LXQT (versione basata sull'ambiente desktop LXQT, leggero, completo, stabile, basato sulle librerie QT)
- LXDE (versione basata sull'ambiente desktop LXDE, più leggero dei precedenti, essenziale e indicato per PC molto datati)
- SOAS (acronimo di Sugar On A Stick, progettato per entrare in una normale penna USB, è un ambiente grafico adatto ai bambini)
- i3 WM (Una spin basata sull'utilizzo del Window Manager Tiling i3, Rilasciata per la prima volta nella release 34 di Fedora)
- Security (strumenti di analisi di sicurezza)
- Games (dedicata ai videogiochi)
- Scientific-KDE (calcolo scientifico open source)
- Design-suite (creatività, grafica e disegno con strumenti open source)
- Robotics (robotica)
- Electronic Lab (laboratorio elettronico)

## Software
Alcuni tra i vari software in dotazione con Fedora:
- Mutter: un compositing window manager basato sul window manager Metacity, e il toolkit Clutter per fornire effetti visivi e l'accelerazione hardware. Secondo il maintainer di GNOME Shell Owen Taylor, è impostato come un plugin di Mutter, in gran parte scritto in JavaScript.
- LibreOffice: pacchetto completo di software da ufficio. Comprende programmi di videoscrittura, creazione di fogli di calcolo, creazione di presentazioni, scrittura di formule matematiche, database, creazione di disegni ed impaginazione. LibreOffice esiste anche per MS Windows e MacOS.
- Calligra: pacchetto completo di software da ufficio per l'ambiente desktop KDE. Comprende programmi di videoscrittura, creazione di fogli di calcolo, creazione di presentazioni, scrittura di formule matematiche, database, creazione di disegni ed impaginazione.
- GIMP: Software per l'elaborazione di immagini in formato "raster" (cioè in formato non vettoriale) con molte funzioni simili a quelle di altri software dello stesso tipo (come Adobe Photoshop): gli strumenti di trasformazione, ritocco, ma soprattutto i filtri (effetti grafici) sono davvero potenti. GIMP è una valida alternativa per chi vuol possedere strumenti con licenza GNU senza dover rinunciare a funzionalità presenti nei software proprietari attualmente in commercio. The GIMP esiste anche per MS Windows e per MacOS.
- Evolution: Un client di posta elettronica che ingloba anche certe funzionalità di gestione delle attività (calendario).
- Konqueror e Firefox: browser web.
- K3b e Brasero: programmi per la masterizzazione di CD e DVD.
- Totem e Dragon Player: programmi per la riproduzione audio-video.
- Rhythmbox e Amarok: programmi per la riproduzione audio.
- Evince e Okular: visualizzatori di documenti (principalmente PDF. ma anche postscript ed altri).
- Shotwell e Gwenview: visualizzatori di immagini.
- Empathy, Pidgin, Kopete: programmi per la messaggistica istantanea che supportano vari protocolli, tra cui MSN e Aim. Permettono di parlare in realtime, di scambiare files e, tramite numerosi plug-in, di avere a disposizione altri strumenti per una esperienza user-friendly con l'applicativo.
- Planner: un programma per la gestione dei propri progetti.
- Gnucash: un programma per la gestione delle proprie entrate ed uscite finanziarie.
- Anjuta, Glade, Codeblocks ed Eclipse: programmi per lo sviluppo di applicazioni.

## Versioni
La versione corrente è Fedora 42.